# عرناساويات
العُرناساويات أو قرازاويات (الاسم العلمي: Craci) هي رتيبة من الطيور تتبع رتبة الدجاجيات من طائفة الطيور.

## فيالق
- الشقبانينات
- القرازينات